# Kendice
Kendice jsou obec na Slovensku v okrese Prešov ležící v severní části Košické kotliny v údolí řeky Torysa. Žije zde přibližně 2 100 obyvatel, rozloha katastrálního území činí 9,3 km².

## Geografie
Obec leží v dolní části údolí řeky Torysy, v horní části Košické kotliny. Území v rovinné části údolí Torysy a mírně členitého povrchu Šarišské vrchoviny tvoří středokarpatský flyš. Nadmořská výška se pohybuje v rozmezí 225–324 m, střed obce je ve výšce 235 m n. m. Jen západní část území pokrývá lesní porost s převahou buků a dubů. Na území obce vyvěrá minerální pramen.

## Památky
V obci je římskokatolický farní kostel svatého Michala postavený v roce 1819 v klasicistním slohu.
Kaple ze začátku 19. století
Kúria z roku 1838 postavena v klasicistním slohu. Jednopodlažní budova s centrálním rizalitem členěným čtyřmi sloupy s tympanonem je chráněn jako kulturní památka Slovenska.
Kaštel z roku 1792 postavený Jánem Hrabeczym v barokně-klasicistním slohu. Zděná dvoutraktová dvojpodlažní budova postavena na půdorysu obdélníku měla původně šindelovou střechu, která byla nahrazena eternitovými šablonami. Od roku 1875 do 1908 byla v kaštelu pošta a opět v třicátých letech 20. století. V blízkosti kaštelu je kamenem vyzděná studna a ledovna. Od roku 2008 je kaštel chráněn jako kulturní památka Slovenska.